# Barrow (Buenos Aires)
Barrow (en desuso Estación Barrow o Villa Rodríguez) es una localidad argentina del partido de Tres Arroyos, en la provincia de Buenos Aires.

## Población
Cuenta con 48 habitantes (Indec, 2022), lo que representa un incremento del 182% frente a los 17 habitantes (Indec, 2010) del censo anterior.
| Gráfica de evolución demográfica de Barrow entre 1980 y 2022 |
|                                                              |
| Fuente: Censos nacionales del INDEC                          |

## Historia
El paraje Barrow que comenzó en la estación de ferrocarril, sufrió un revés una vez que las locomotoras dejaron de circular, dejando recuerdos, viviendas y muchos sueños que quedaron truncos, como el de crecer a la vera de los rieles. 
- 1886, cuando los caminos de hierro se extendían en la provincia como un elemento indispensable de subsistencia del país, las líneas férreas ya cruzaban la zona de la localidad de Barrow, que por ese entonces se denominaba Empalme.
- 1907, se crea la estación, como consecuencia del tendido de la línea férrea a Lobería. Su nombre fue un homenaje a M.W. Barrow, gerente de la empresa Ferrocarril del Sud (actual Ferrocarril General Roca), entre 1890-1892 y que sin proponérselo se había convertido en el artífice de tantos pueblos de la provincia. La distinción le llegó en la época en que los ingleses habían decidido reconocer los servicios prestados por los miembros de esa colectividad relacionados con el desarrollo de los rieles en la República Argentina. Así, bregaron para que el gobierno nacional decretara en la fecha del 50.º del primer ferrocarril argentino, el 30 de agosto de 1907, el cambio de nombre de algunas estaciones, como la de Barrow, reconociendo al hombre que alcanzó un poder ilimitado como gerente del Ferrocarril, ocupando infinidad de funciones y cargos, siguiendo un espíritu visionario que llevó al crecimiento del país. Durante su gerencia, M.W. Barrow había estudiado la idea de instalar nuevos y modernos talleres para las operaciones del Ferrocarril del Sud que tomaban cada día mayor incremento. En las frecuentes visitas que realizaba a los talleres notaba que las operaciones se realizaban en un estrecho círculo y en instalaciones completamente inadecuadas que imposibilitaban la libre tarea de los mil operarios. Y desde entonces dedicó toda su energía a procurar la formación de instalaciones modernas que se ajustaran a la realidad.

Postulaba Alberdi, unieron los FF.CC. al país más que la Constitución Nacional y permitió la aparición de núcleos urbanos integrados, que fueron punto de reunión, de encuentro social y de vida.

## Chacra Experimental Integrada Barrow
El Instituto Nacional de Tecnología Agropecuaria, INTA, tiene en las cercanías de Barrow una Estación Experimental (Fundada por Juan Bautista Istilart) Agropecuaria integrada al Ministerio de Asuntos Agrarios provincial.